# Antonio Sant'Elia
dinamico in ogni sua parte, e la casa moderna simile ad una macchina gigantesca»
(Antonio Sant'Elia, giugno 1914)
Antonio Sant'Elia (Como, 30 aprile 1888 – Monfalcone, 10 ottobre 1916) è stato un architetto e pittore italiano, esponente del Futurismo.

## Biografia
Antonio Sant'Elia nasce il 30 aprile 1888 a Como da Luigi Sant'Elia e Cristina Panzilla. Scopre sin da bambino una predisposizione naturale all'architettura e al disegno, 
L'anno successivo ottiene l'incarico di collaboratore esterno presso l'Ufficio Tecnico Comunale di Milano, in qualità di disegnatore edile.
Nel 1909, dopo aver inviato per un giudizio redazionale lo studio di una villa alla rivista “La Casa” ed avendone ottenuto la pubblicazione, decide di iscriversi all'Accademia di Brera nel corso comune di Architettura per la durata di tre anni. Frequenta il primo anno con delle buone votazioni e nel 1910 rinnova l'iscrizione, ma non risulta che abbia effettuato l'esame di qualificazione. A Brera, oltre a subire l'influenza dell'insegnante di prospettiva Angelo Cattaneo, Sant'Elia diviene amico dello scultore Girolamo Fontana e di Carlo Carrà. Frequentando ambienti culturali come il Caffè Cova e il Caffè Campari, incontra Umberto Boccioni.
Dopo la rinuncia allo studio di Brera, inizia per Sant'Elia un fruttuoso periodo di concorsi; nel 1911 partecipa al concorso indetto dall'Unione Cooperativa di Milanino per la progettazione di un villino che rispondesse ai concetti dell'igiene e del comfort, come recitava il bando. Ne ricava un diploma d'onore. L'anno seguente riutilizza lo stesso progetto, con qualche modifica strutturale e in versione più rustica, per costruire la “Villa Elisi” a San Maurizio, Brunate (Como), per conto di Romeo Longatti; per le decorazioni fu coadiuvato da Girolamo Fontana.
Sempre nel 1911, insieme ad Italo Paternoster (suo compagno di studi a Brera), partecipa al concorso internazionale per il nuovo cimitero di Monza, entrando nella graduatoria finale. La commissione selezionatrice esprime, però, un severo giudizio nei confronti del progetto del comasco, in quanto lo ritiene improntato da una speciale e simpatica originalità, ma privo di corrispondenza tra gli alzati, la sezione e le piante.
Nel 1912 Sant'Elia sostiene all'Accademia di Belle Arti di Bologna l'esame per il diploma di “Professore di disegno architettonico”, svolgendo il tema “Facciata di un famedio per il cimitero di una città di media grandezza”. Ottiene l'ottimo risultato di 67/70.
Ancora più brillante è la votazione di 70/70 ottenuta per l'esecuzione del tema sulla progettazione ex-tempore di una “Facciata con portale di un transetto di una grande chiesa metropolitana di una città capitale”.

### Prime esperienze professionali

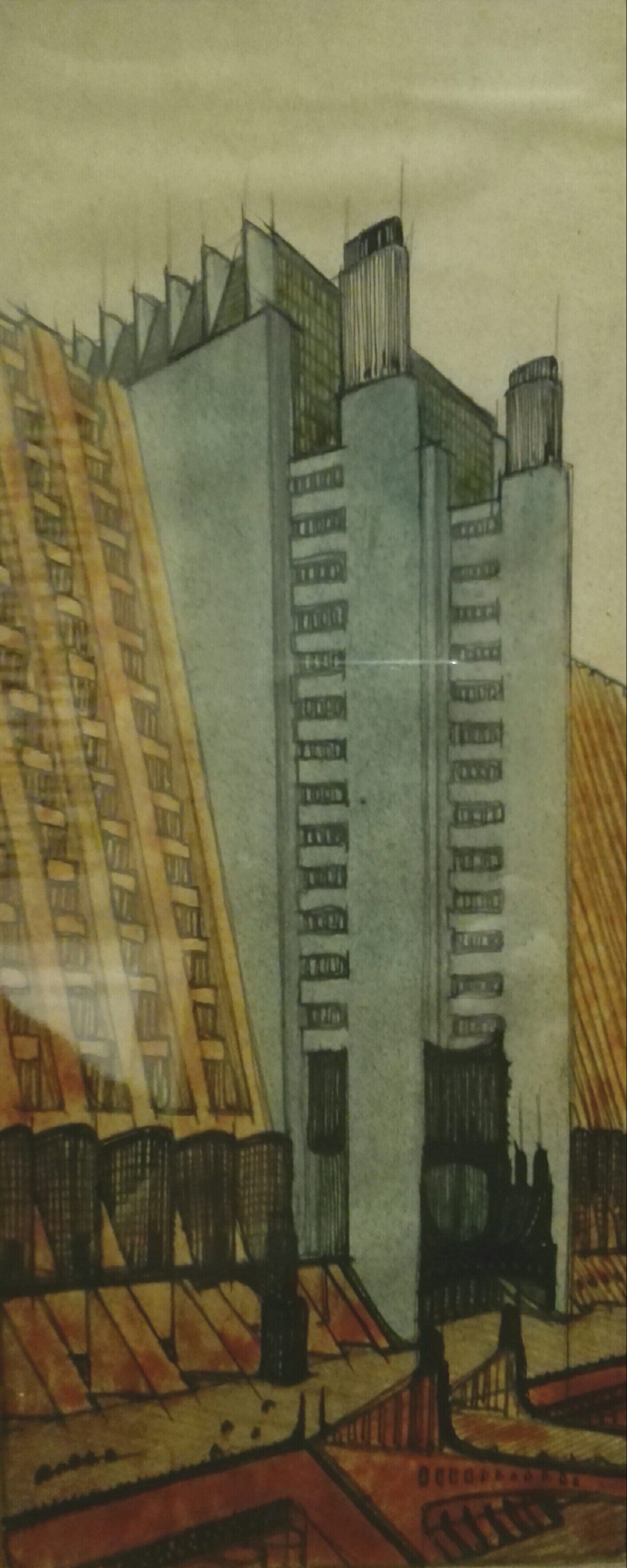
Antonio Sant'Elia
"La città nuova", Casa a gradinate su due piani stradali, 1914, matita nera e inchiostri su carta, 27,5x11,5 cm, collezione privata

Tornato a Milano nel 1913, decide di aprire uno studio di Architettura, continuando a collaborare però con gli altri studi, tra i quali quello di Cantoni. Per lo stesso Cantoni disegna gran parte delle tavole progettuali relative al concorso per la nuova sede della Cassa di Risparmio di Verona. Il progetto, approntato anche dal pittore Leonardo Dudreville, si classifica tra i primi cinque degni di considerazione. Invitati dalla commissione giudicatrice ad effettuare modifiche che riuscissero ad inserire meglio l'edificio in uno spazio ricco di richiami storici, il Cantoni e Sant'Elia ripropongono l'elaborato con minime variazioni, aggiudicandosi il terzo posto.
Sempre nel 1913 esegue uno studio e realizza una tomba per Gerardo Caprotti, morto il 7 ottobre 1913, situata ora nel Cimitero Urbano di Monza.

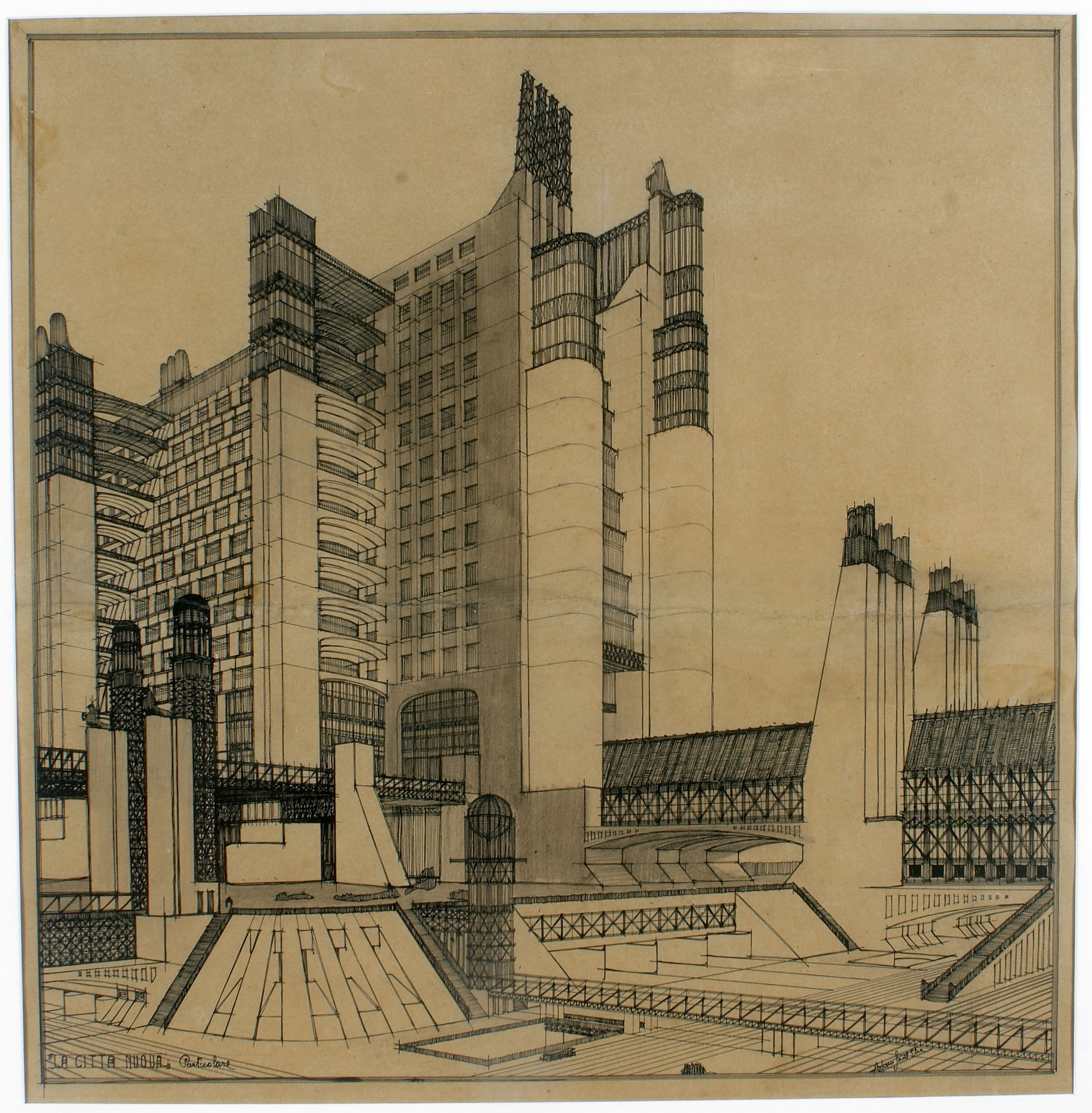
Tavola di "La Città Nuova", 1914

Nel 1914 muore il padre, Luigi Sant'Elia, e Antonio realizza così una nuova tomba nel Cimitero Maggiore di Como. Nel mese di marzo, accettando l'invito dell'Associazione degli Architetti Lombardi, espone in una sala della Permanente di Milano alcuni schizzi, ottenendo diverse segnalazioni di riviste specializzate. Negli ultimi giorni della mostra, Sant'Elia presenta le tavole della Città Nuova, intitolate "Stazione di aeroplani e treni”, "Sei particolari di spazi urbani”, "La casa nuova" e "La centrale elettrica in tre disegni e cinque schizzi d'architettura".
L'11 luglio esce su un volantino della direzione del Movimento Futurista uno scritto con il titolo “Manifesto dell'Architettura Futurista”.
Nel maggio del 1915 l'Italia decide il proprio intervento nel conflitto mondiale. Sant'Elia, condividendo le idee degli altri esponenti futuristi, assieme a Marinetti e Boccioni, sceglie di arruolarsi come volontario. Inizialmente fa parte di un battaglione volontari ciclisti e poi, nell'inverno del 1916, della Brigata "Arezzo" sul fronte vicentino. Qui, in luglio, riceve una prima medaglia d'argento dopo un attacco condotto nella zona del Monte Zebio.

Alcune settimane più tardi viene trasferito sul fronte carsico. Incaricato della costruzione di un cimitero per i caduti italiani della Brigata Arezzo nei pressi della Quota 85 a Monfalcone, con tombe disposte in fila e allineate secondo la gerarchia militare, il 10 ottobre 1916 Sant'Elia guida un assalto ad una trincea nemica proprio nei pressi di questa quota. Durante l'azione viene colpito mortalmente alla testa da una pallottola di mitragliatrice. 

Dopo essere stato inizialmente sepolto sul Carso isontino, il 23 ottobre 1921 i resti dell'architetto sono definitivamente sistemati nel Cimitero Maggiore di Como.

## Valutazione e ricezione
L'eredità di Sant'Elia è ragguardevole e lo fu già fra i suoi contemporanei. Scriveva nel 1931 l'architetto Ciucci in Rassegna di Architettura:
Sebbene la maggior parte dei suoi progetti non siano mai stati realizzati, la sua visione futurista ha influenzato numerosi architetti e disegnatori: a lui è stata attribuita l'antesignana idea dell'esposizione degli ascensori sulle facciate degli edifici (anziché tenerli relegati "come vermi solitari" nelle trombe delle scale) ed i suoi disegni della Città nuova hanno ispirato il regista Fritz Lang per le architetture inserite nel suo capolavoro cinematografico Metropolis.
La mancata realizzazione delle progettazioni santeliane non dipende tanto dall'inesistenza di piante o sezioni degli edifici, ricostruibili dai disegni esistenti, quanto dalla non accettazione di proposte così innovative.
Le progettazioni di Sant'Elia sviluppano tematiche e intuizioni futuriste quali quelle dell'antidecorativismo, della caducità e transitorietà dell'architettura, del mondo come città collegata dalle comunicazioni aeree, della casa mobile, dei veicoli aerodinamici, del dominio su cielo, terra e mare.
Nella sua produzione è racchiuso uno dei potenziali percorsi evolutivi che avrebbe forse compiuto l'architettura italiana, se non avesse negli anni venti-trenta troncato i legami con gli inizi storici e gli aspetti filosofici del futurismo e con la base nel mondo della tecnologia.
A Sant'Elia va il merito di aver intuito la stretta dipendenza tra problema architettonico e problema urbanistico su cui, pur con linguaggi figurativi diversi, si è impostata la progettazione e la riflessione di tutti i movimenti architettonici moderni. L'interessamento del gruppo olandese De Stijl e di Le Corbusier all'architettura futurista è provato da scambi epistolari e da articoli su riviste europee.

## Archivio
L'archivio dell'architetto Sant'Elia, conservato presso la Pinacoteca civica del Comune di Como, comprende studi di architettura e urbanistica per un totale di 173 disegni a matita e china, acquerelli e schizzi su carta e carta da lucido in diverso formato, montati in quadri e conservati in cassettiera. Il fondo comprende anche 10 disegni a china su carta da lucido di studi non direttamente attribuibili a Sant'Elia, conservati in rotolo.

## Antonio Sant'Elia nei musei e in mostra
- I Quadriennale nazionale d'arte di Roma (1931), vengono esposti 24 suoi disegni di architettura futurista.
- Pinacoteca di palazzo Volpi di Como mostra di 50 disegni della Collezione civica e sale multimediali. Fino al 14 luglio 2013.
- Villa Olmo di Como mostra "La città nuova. Oltre Sant'Elia. Cento anni di visioni urbane 1913-2013": 12 disegni de "La città nuova" presentati nel 1914 alla mostra di Nuove tendenze a Milano, con opere di architetti e artisti degli ultimi 100 anni. Fino al 14 luglio 2013.
- Sede Confindustria a Como "Antonio Sant'Elia. Piccola mostra di studi": 12 schizzi dalle collezioni degli eredi. Fino al 14 luglio 2013.